# Huangshi Shuiku
Huangshi Shuiku är en reservoar i Kina. Den ligger i provinsen Hunan, i den södra delen av landet, omkring 210 kilometer nordväst om provinshuvudstaden Changsha. Huangshi Shuiku ligger 85 meter över havet. Arean är 14,2 kvadratkilometer. I omgivningarna runt Huangshi Shuiku växer i huvudsak blandskog. Den sträcker sig 9,2 kilometer i nord-sydlig riktning, och 10,1 kilometer i öst-västlig riktning.
Genomsnittlig årsnederbörd är 1 751 millimeter. Den regnigaste månaden är maj, med i genomsnitt 282 mm nederbörd, och den torraste är december, med 30 mm nederbörd.